# Franz Jelinek
Franz Jelinek (* 19. Juli 1922 in Wien; † 20. Mai 1944 in Pastena) war ein österreichischer Fußballspieler.

## Karriere

### Vereine
Jelinek gehörte von 1939 bis 1944 dem Wiener Sport-Club als vielversprechender Stürmer an, für den er von 1940 bis 1942 in der Gauliga Ostmark, in einer von zunächst 16, später auf 23 aufgestockten Gauligen zur Zeit des Nationalsozialismus als einheitlich höchste Spielklasse im Deutschen Reich einschließlich der annektierten Gebiete, Punktspiele bestritt. In seiner Premierensaison im Seniorenbereich erzielte er als 19-Jähriger mit 17 Toren die meisten seines Vereins. In der Folgesaison, seiner letzten für den Wiener Sport-Club, wurde er mit 20 Punktspieltoren – gemeinsam mit Ernst Reitermaier – Torschützenkönig. Mit seiner Mannschaft nahm er am Wettbewerb um den Tschammerpokal teil und bestritt das am 8. September 1940 mit 9:1 gegen den NSTG Vitkovice gewonnene Zweitrundenspiel, in dem er drei Tore erzielte. Am 29. September 1940 setzte er sich im Stadtderby gegen den SC Wacker Wien mit 6:5 n. V. durch, wobei ihm zwei Tore gelangen, unter anderem das Siegtor in der 99. Minute. Mit der 1:2-Viertelfinalniederlage am 20. Oktober 1940 gegen Fortuna Düsseldorf schied er mit den Wienern aus dem Wettbewerb aus.

### Auswahl-/Nationalmannschaft
Seine bis dahin gezeigten Leistungen – und auch die des ein Jahr älteren Ludwig Durek, der auf dem linken Flügel spielte – blieben dem Reichstrainer Sepp Herberger nicht verborgen. Beide debütierten am 15. September 1940 in der A-Nationalmannschaft, die in Bratislava durch das in der 81. Minute erzielte Tor von Durek das Testspiel gegen die Nationalmannschaft der Slowakei mit 1:0 gewann. Seine Leistungen führten dazu, dass er am 6. Oktober 1940 in Frankfurt am Main in der Gauauswahlmannschaft Ostmark das Vorrundenspiel im Gauauswahlwettbewerb um den Reichsbundpokal mit 2:5 gegen die Gauauswahlmannschaft Südwest verlor. Obwohl er im März 1941 zu einem weiteren Lehrgang eingeladen worden war, kam er jedoch nicht mehr zu Länderspieleinsätzen, während Durek fünf weitere Länderspiele absolvierte und ein weiteres Tor erzielte.

## Erfolge
- Österreichischer Torschützenkönig 1942 (mit 20 Toren; gemeinsam mit Ernst Reitermaier)

## Sonstiges
Jelinek, zum Dienst in der Wehrmacht herangezogen, fiel als Soldat am 20. Mai 1944 nach der Schlacht um Monte Cassino. Er beging Suizid durch Pistolen-Schläfenschuss, gemäß Gefallenenkarte lt. Volksbund.de.